# 長指鰻鱗鱈
長指鰻鱗鱈為輻鰭魚綱鱈形目南極鱈科的其中一種，分布於東南大西洋的麥哲倫海峽及南冰洋海域，棲息深度135-860公尺，為深海魚類，體長可達30公分，棲息在大陸棚、大陸坡，以浮游動物為食，可做為食用魚。

## 擴展閱讀
維基物種上的相關：長指鰻鱗鱈